# 탄쳉복

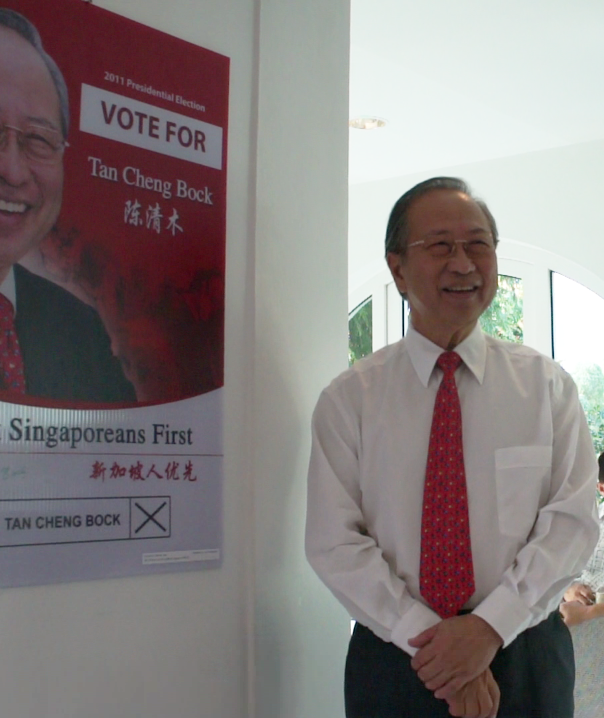

에이드리언 탄쳉복(영어: Adrian Tan Cheng Bock, 중국어: 陈清木, 1940년 4월 26일 ~ )은 싱가포르의 의사 출신 정치인으로, 현재 진보 싱가포르당(PSP)의 초대 사무총장직을 지내고 있는 중이다. 2011년 대선에 출마해 34.85%를 득표했으나 토니 탄에 0.35%가량 밀려 아깝게 낙선했다.
이전에는 인민행동당(PAP) 소속으로 1980년 12월부터 2006년 5월까지 아예르라자 개인선거구의 국회의원을 지냈다.